# Chun Wei Cheung
Chun Wei Cheung (ur. 15 kwietnia 1972 w Amsterdamie, zm. 14 października 2006 tamże) – holenderski wioślarz (sternik). Srebrny medalista olimpijski z Aten.
Zawody w 2004 były jego jedynymi igrzyskami olimpijskimi. W stolicy Grecji medal zdobył w ósemce. Brał udział w kilku edycjach mistrzostw i zawodów pucharu świata. Zmarł z powodu choroby nowotworowej kilka miesięcy po MŚ w 2006.